# Bouthaina Shaaban

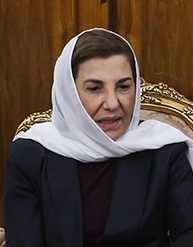
Bouthaina Shaaban 2023 in Tehran (Foto: Mehdi Marizad)

Bouthaina Shaaban (arabisch بثينة شعبان, DMG Buṯaina Šaʿbān; * 1953) ist eine syrische Politikerin, die dem Präsidenten unter Bashar al-Assad bis zu seinem Sturz im Jahr 2024 als politische und mediale Beraterin diente. Shaaban war von 2002 bis 2008 auch die erste Ministerin für Auslandsmigranten der Arabischen Republik Syrien und wurde damals als das Gesicht der syrischen Regierung nach außen beschrieben.
Shabaan erhielt einen Ph.D. in Englischer Literatur von der University of Warwick im Vereinigten Königreich. Sie ist schriftstellerisch tätig und war von 1985 bis 2003 Professorin an der Universität Damaskus. Sie gehörte zu den Nominierten des Projekts „1000 Frauen für den Friedensnobelpreis 2005“.
In einem Artikel aus dem Jahr 2012 wird ihre verändertes öffentliches Image nach dem Beginn des Bürgerkrieges in Syrien (2011) aufgrund ihrer zweischneidigen und problematischen Rolle beschrieben:

„The shift of Shabaan from being a feminist to serving the propaganda of the regime has damaged her integrity as an intellectual.
(Shabaans Veränderung von einer Feministin zum Dienst für die Propaganda des Regimes hat ihre intellektuelle Integrität beschädigt.)“

Shaaban trat in verschiedenen Fernsehsendungen in Erscheinung.
Sie arbeitete bis zum letzten Tag für Assad. Am Tag nach dem Kollaps des Ba'ath-Regimes wurde sie laut Syria TV in Dubai gesehen.

## Werke
- Damascus Diary: An Inside Account of Hafez al-Assad's Peace Diplomacy. 2. Auflage. The Women's Press Ltd, 1988, ISBN 978-0-7043-4102-9 (englisch).
- Both Right and Left Handed: Arab Women Talk About Their Lives. The Women's Press Ltd, 1988, ISBN 978-0-7043-4102-9 (englisch).
- Voices Revealed: Arab Women Novelists, 1898-2000. Lynne Rienner Publishers Inc, 2009 (englisch).